# アパファント
アパファント（Apafant、WEB-2086、LSM-2613）は、リン脂質メディエーターの血小板活性化因子（PAF）を強力かつ選択的に阻害する薬物である。チエノトリアゾロジアゼピン系鎮静薬のブロチゾラムの構造的変化により開発され、PAF阻害作用とベンゾジアゼピン受容体の活性を分離できることが示されている。アパファントは気管支喘息や結膜炎などの炎症反応に関わるいくつかの用途で研究されたが、医療用としては採用されなかった。しかし、薬理学研究では引き続き使用されている。